# Diplolaimella ocellata
Diplolaimella ocellata är en rundmaskart som först beskrevs av Butschli 1874.  Diplolaimella ocellata ingår i släktet Diplolaimella och familjen Monhysteridae. Arten är reproducerande i Sverige. Inga underarter finns listade i Catalogue of Life.